# Норвег
«Норве́г» — российский комедийный фильм режиссёра Алёны Званцовой. Вышел в прокат в России 17 декабря 2015 года. Премьера в мире состоялась 5 ноября 2015 года. В 2020 году появилась телевизионная версия фильма.

## Сюжет
Своеобразный парафраз на фильм «Белое солнце пустыни» с финальным титром «Посвящается товарищу Сухову».
Как снег на голову москвича Кириллова сваливается руководство клининговым агентством «Настенька», состоящим целиком из мигранток-азиаток. Ситуация осложняется тем, что Кириллов планирует уехать в Норвегию и ждёт в гости невесту — типичную европейку с весьма жёсткими понятиями о свободе и толерантности. Мысль о том, что невеста узнает об эксплуатации «женщин Востока», приводит его в ужас и заставляет всячески изворачиваться, скрывая «гарем»…

## В ролях
- Евгений Миронов — Евгений Кириллов
- Северия Янушаускайте — Брунхильд
- Дмитрий Марьянов — Сергей Витальевич Локтев, капитан полиции
- Ксения Раппопорт — Анна
- Роза Хайруллина — теща
- Ян Гэ — Айчурек
- Сабина Ахмедова — Гульчехрой
- Ольга Мукукенова — Заргуль
- Мээрикан Мирзалиева — Наргиз
- Ализа Абдиева — Жылдыз
- Райхон Джуманиязова — Дилором
- Егор Рембетти — Трулс
- Андрей Мерзликин — Митяй
- Игорь Гордин — следователь
- Виталий Коваленко — Олег Скворцов
- Евгений Антропов — гопник
- Александр Новин — Антон
- Андрей Носков — Вотяков
- Дмитрий Поднозов — автослесарь
- Дмитрий Грибанов — Олаф
- Анна Геллер — Катя
- Сергей Бызгу — журналист
- Татьяна Захарова — акушерка
- Витас Эйзенах — Валерий Яковлевич
- Сергей Маркеев — пацан
- Никита Маркеев — пацан
- Надежда Мельникова — дочь Локтева
- Александр Нестеров — лейтенант
- Маргарита Бычкова — менеджер
- Вера Карпова — старушка в парадной
- Иван Васильев — парнишка-качок
- Владимир Румянцев — второй мужчина
- Алексей Павлов — киргиз
- Наталья Волкова — старушка
- Галина Мочалова — соседка
- Василий Зинькевич — гопник
- Татьяна Андриянова — хозяйка съёмной квартиры

## Съёмочная группа
- Автор сценария и режиссёр-постановщик: Алёна Званцова
- Оператор-постановщик: Дмитрий Грибанов
- Художник-постановщик: Леонид Карпов
- Режиссёры монтажа: Юрий Трофимов, Андрей Осадчий
- Художник по костюмам: Татьяна Патрахальцева
- Художник по гриму: Анна Эсмонт
- Композитор: Дмитрий Даньков
- Звукорежиссёр: Олег Татаринов
- Исполнительные продюсеры: Светлана Слитюк, Владимир Хабалов
- Продюсеры: Сергей Даниелян, Арам Мовсесян
- Генеральный продюсер: Рубен Дишдишян

## Награды
- 2015 — кинофестиваль «Окно в Европу» в Выборге[3]:
  - приз «Золотая ладья» (2 место в программе «Выборгский счёт»)
  - приз Медиаконгресса «Содружество журналистов» — «За сценарий»
  - специальный приз жюри «за виртуозное владение жанром» (Роза Хайруллина)
- 2015 — кинофестиваль «Меридианы Тихого» во Владивостоке — приз зрительских симпатий за лучший российский фильм (фильм «Норвег»)[4]
- 2016 — IV Открытый кинофестиваль «Провинциальная Россия», Ейск — Гран-при фестиваля (фильм «Норвег»)[5]